# آماندوس چو
(به انگلیسی: [] Error: {{Lang}}: فاقد متن (راهنما))